# Apple Watch Series 5
De Apple Watch Series 5 is de vijfde generatie Apple Watch van het Amerikaanse bedrijf Apple Inc. en werd aangekondigd op 10 september 2019.
De Series 5 beschikt over een altijd-aan display dat bestaat uit een energiezuinig LTPO OLED-scherm met schermaansturing die beschikt over een verversingsfrequentie van eenmaal per seconde. Andere nieuwe toepassingen zijn het gebruik van internationale noodnummers dat noodgesprekken toestaat in meer dan 150 landen, een energiezuinigere Apple S5-processor, verbeterde lichtsensor, een verdubbeling aan opslag naar 32 GB en beschikt over een magnetometer, waardoor er beschikking is over een kompasfunctie.